# Qin Guan
Pour les articles homonymes, voir Qin.
Dans ce nom, le nom de famille, Qin, précède le nom personnel Guan.
Qin Guan (chinois : 秦观 ; chinois traditionnel : 秦觀 ; pinyin : Qín Guān ; Wade : Ch'in Kuan), noms de courtoise Shaoyou (少游) et Taixu (太虚), pseudonymes Huaihai Jushi (淮海居士) et Hangou Jushi (邗溝居士) est un poète et un fonctionnaire de la dynastie Song du Nord. Il est l'un des « Quatre érudits de Sumen » avec Huang Tingjian, Zhang Lei et Chao Buzhi. C'est aussi un disciple de Su Shi. Sa poésie est subtile, gracieuse et il est connu pour ses poèmes d'amour. Il a même acquis le surnom de « Seigneur aux nuages effleurant les montagnes » (山抹微云君) grâce à son poème Parfum remplissant la cour (满庭芳: 山抹微云).
Au cours de sa vie, il subit de nombreux exils qui influencent ses écrits. Il meurt en 1100 à Tengzhou.

## Biographie

### Premières années
Qin Guan naît en décembre 1049 durant la première année de l'ère Hangyou de la dynastie des Song du Nord, dans la ville de Gaoyou. Il est le fils de Qin Yuanhua.
À l'âge de neuf ans, il maîtrise déjà les principes essentiels du Classique de la piété filiale, des Entretiens de Confucius et des Œuvres de Mencius. Durant sa jeunesse, Qin Guan est ambitieux et nourrit le projet de conquérir les royaumes Liao et Xia.
Quand Sun Jue devient gouverneur de district de Wuxing, Qin Guan — un de ses parents — devient un de ses conseillers et il se lie d'amitié avec lui et Dao Qian. Il lit des ouvrages militaires sous la direction de Sun Jue et compose L'Ode de Guo Ziyi rencontrant seul les ennemis à cheval (郭子仪单骑见虏赋). En 1076, à la suite du décès de sa grand-mère, Qin Guan retourne à Gaoyou pour observer le deuil. En août de la même année, il accompagne Sun Jue à Liyang pour visiter le temple Huiji et rencontrer taoïste Zhaoqing (昭庆)(1027–1089) de Zhannan. L'année suivante, il retourne à Gaoyou et s'adonne à l'agriculture.

### Carrière
En avril 1078, Qin Guan se rend à Xuzhou et rencontre pour la première fois Su Shi, un homme politique et un poète de grande renommée qui défend le guwen, la prose antique. Il devient officiellement son disciple. À l'automne de la même année, il se rend dans la capitale 
Bianjing (汴京) (actuelle Kaifeng) pour passer l'examen impérial, examen auquel il échoue. Il retourne dans sa ville natale et rédige l'Épitaphe de la fermeture du portail (掩關銘). Au cours de cette période, il maintient une correspondance fréquente avec Su Shi et son frère Su Zhe. Su Shi dit que le talent de Qin Guan est l'équivalent de celui des poètes de grande renommée du IIIe siècle av. J.-C., Qu Yuan et Song Yu.
En 1082, il échoue à l'examen du ministère des Rites. L'année suivante, il écrit le Livre sur les vers à soie (蚕书), le Recueil de voyages (逆旅集) et il compose nombre de chansons et de poèmes en souvenir de ses amitiés.
En 1084, l'homme d'État et renommé poète Wang Anshi lit les écrits de Qin Guan et il dit : « Ses poèmes sont clairs et frais comme ceux de Bao et Xie », des poètes célèbres du ve siècle.
En 1085, Qin Guan réussit l'examen impérial et il obtient ainsi le titre de jinshi,. Il rédige alors Remerciements pour l'examen d'avancement et il est tout d'abord nommé préfet du district de Dinghai (actuelle Ningbo), mais il n'occupera pas ce poste. En octobre de la même année, il est nommé professeur à la préfecture de Cai. Comme il voue une grande admiration pour le lettré Ma Shaoyou, il change son nom de courtoisie en Shaoyou. Au printemps suivant, il se rend à la capitale pour participer à l'examen impérial sur les écrits et il y présente trente essais, examen qu'il réussit. Il retrouve dans cette ville Huang Tingjian, Zhang Lei et Zhao Buzhi (zh), formant avec eux les « Quatre Lettrés de Sumen ». En 1090, sous les recommandations de Su Shi, il est nommé docteur à l'Académie impériale, chargé de la révision des livres de l'édition Huang (负责校对黄本书籍) et il relève du Secrétariat impérial. À la suite des attaques de Jia Yi (賈易) membre du parti de Luoyang, il perd son emploi et est rétrogradé à son poste précédent. Mais, un an plus tard, en 1092, il est rétabli dans ses fonctions au bureau des Archives impériales et reçoit le titre de « Zuo Xuande Lan »,.

### Exils et fin de vie

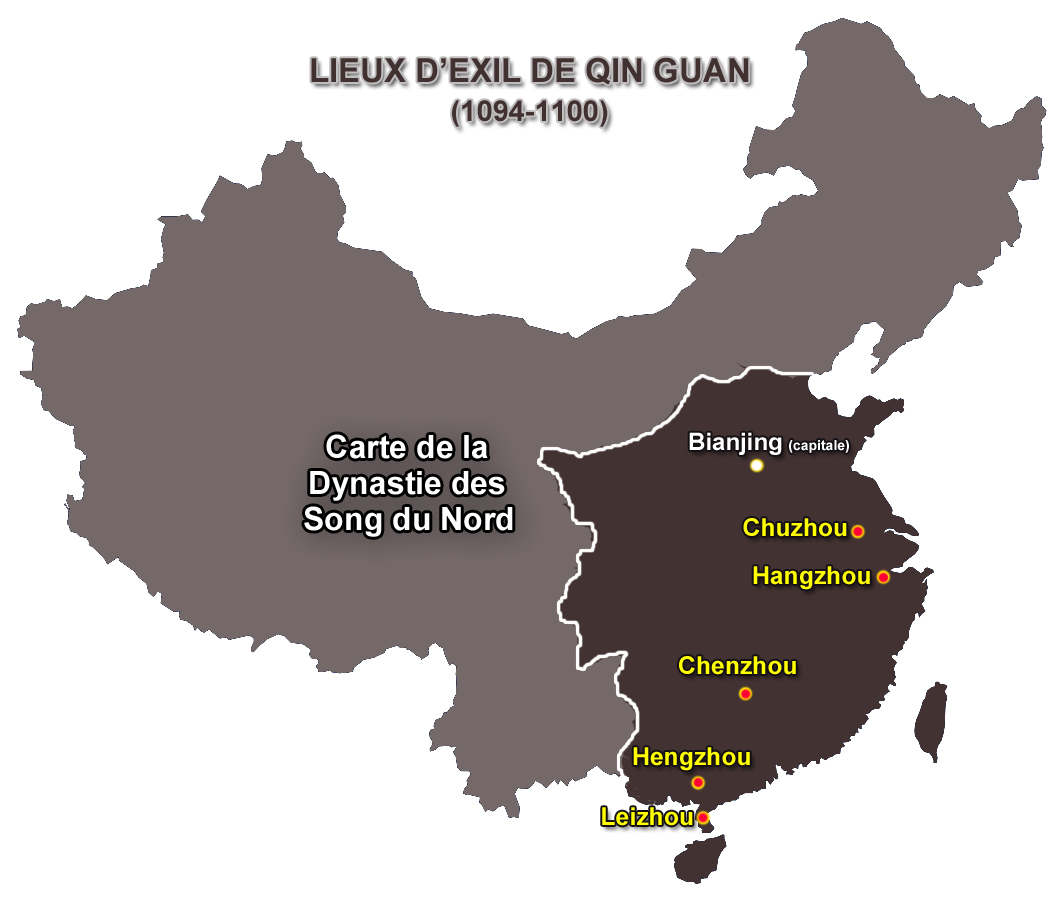
Lieux d'exil du poète Qin Guan
De 1094-1100

En raison de son appartenance au groupe de Su Shi, il est impliqué dans les luttes politiques et il est exilé à Hangzhou comme commissaire adjoint. Il a 46 ans. Puis, il est accusé d'avoir altéré les archives impériales en s'alignant sur la pensée de Su Shi, ce qui entraîne une nouvelle disgrâce. Il est muté à la gestion des taxes d'alcool à Chuzhou. Au printemps 1096, il est de nouveau démis de ses fonctions et il est rétrogradé et exilé à Chenzhou.
L'année suivante, un décret impérial lui confie la gestion de Hengzhou (actuelle Guangxi) où il se rend au printemps suivant. Toujours la même année, en septembre, un nouveau décret impérial le démet de ses fonctions et il est exilé à Leizhou. Une fois à Leizhou, il entretient une correspondance régulière avec Su Shi qui, lui, est exilé à Qiongzhou (actuel Hainan). Finalement, en mai 1100, à la mort de l'empereur Zhezong, le nouvel empereur Huizong monte sur le trône, décrète une amnistie et fait rappeler plusieurs fonctionnaires dont Qin Guan qui est aussitôt rétabli dans ses fonctions de Zuo Xuande Lan. Ayant retrouvé son poste de rédacteur en chef des Archives impériales, Qin Guan retourne vers le nord en 1100, mais il meurt en cours de voyage à Tengzhou, à l'âge de cinquante et un ans.

## Famille
En 1067, il épouse Xu Wenmei, la fille de Xu Chengfu, secrétaire de Ningtai à Tanzhou. Il a eu un fils, Qin Zhan, qui fut magistrat adjoint à Changzhou et une fille dont le nom est inconnu, mais qui avait épousé le fils de l'historien et érudit Fan Zuyu.
Il a eu aussi au moins une concubine, une ancienne servante, Bian Chaohua. Qin Guan la renvoya deux fois après quoi, en 1093, elle se fait religieuse.

## Oeuvres
Qin Guan excelle dans l'écriture, la littérature et les chansons. Mais c'est surtout par ses œuvres poétiques qu'il a pris sa place dans l'histoire de la littérature chinoise. Il a écrit quatre cent trente poèmes, plus de cent dix ci, des essais en trente volumes totalisant plus de deux cent cinquante oeuvres en prose. Son oeuvre inclut aussi des ouvrages de critique littéraire comme Explication complète des modèles de calligraphie (法帖通解). Cependant, ses plus grandes réalisations artistiques résident dans ses œuvres poétiques en ci.

### Oeuvres principales
- Recueil de Huaihai (淮海集) ; 40 volumes totalisant environ 720 pièces. Cette collection comprend divers genres littéraires tels que des traités politiques, des biographies, des mémoires, des lettres, des poèmes et des essais[13].
- Recueil postérieur (后集); 6 volumes qui comprennent des œuvres supplémentaires, mais principalement des poèmes (volumes 1 à 4) et des essais divers (volumes 5 et 6)[13].
- Poèmes 'ci' de Huaihai (淮海词) ; 3 volumes incluant plus de 100 poèmes.
- Vers longs et courts (长短句) ; 3 volumes de poèmes ci (poèmes lyriques)[13].
- Recueil de voyages (逆旅集)[1].

### Calligraphie
Maître de la calligraphie, son ami Su Shi a loué son travail en le comparant à celui des calligraphes de la dynastie Jin de l'Est ,

### Traités politiques
Ses traités politiques sont incisifs et il en a écrit cinquante dont une grande partie porte sur les questions militaires. Les sujets abordés sont : sécuriser la capitale, généraux et commandants, art de la guerre, défense frontalière, entre autres. Il a aussi écrit sur des personnages historiques tels que Li Ling, Zhuge Liang.

### Essais philosophiques
Étant un grand érudit, Qin Guan connaît très bien les enseignements des taoïstes Laozi et Zhuangzi, il a aussi une bonne connaissance du bouddhisme et du confucianisme et il est aussi versé dans les traditions et les histoires. Dans ses essais philosophiques, il écrit des biographies, des récits, des mémoires, etc. Parmi ses essais, se retrouvent Essai sur le cœur (心说), Biographie de Weijing (魏景传), Discours d'ouverture du vénérable de Gaoyou (高邮长老开堂疏).

### Essai de voyage
Parmi ses essais sur le voyage, on retrouve Mémoires du pavillon de la neige (雪斋记), Mémoires des sources chaudes (游汤泉记), Mémoires de la chambre d'orchidée (芝室记) et le plus connu Recueil de voyages (逆旅集).

### Essais en prose courte
Écrits dans une langue vivante, ses essais en prose courte varient en forme et en contenu. Ils comprennent des lettres, des préfaces, des éloges, etc. Selon Xu Peijun, dans Annotations du Recueil de Huaihai, il y aurait en prose courte dix-sept annonces, quinze lettres, douze préfaces, huit actes, neuf postfaces, six éloges et dix notes.
Parmi ceux-ci, on trouve, entre autres, Lettre de remerciement pour avoir réussi l'examen impérial (谢及第启) et La Préface aux poèmes chantés à Kuaiji (会稽唱和诗序).

### Agronomie
Qin Guan est l'auteur du plus ancien ouvrage complet sur la sériciculture existant au monde, Livre sur les vers à soie (蚕书) qui se compose de onze sections divisées en dix parties.

### Poésie
Son recueil de ci, Poèmes 'ci' de Huaihai (淮海词), est considéré de l'école de wanyue. Sa poésie est reconnue pour sa douceur, son élégance et sa sensibilité. Le ton est doux avec une trace de mélancolie et de tristesse. La langue est simple, claire et agréable. Les thèmes abordés sont principalement l'amour. Les poèmes de Qin Guan, fortement marqués par sa vie, ses exils et ses rencontres, ont eu une influence profonde sur les poètes postérieurs comme la poétesse Li Qingzhao (李易安) et Zhou Bangyan (周邦彦),.
Connu partout en Chine, un de ses célèbres vers est le suivant : 

« Si l'amour entre deux cœurs est destiné à durer, 

Qu'importe alors d'être ensemble jour et nuit ? »

#### Poème:Les nuages effleurent la montagne(山抹微云)
Sur l'air: Parfums emplissant toute la cour.
| Chinois traditionnel 山抹微云，天连衰草，画角声断谯门。 暂停征棹，聊共引离樽。 多少蓬莱旧事，空回首，烟霭纷纷。 斜阳外，寒鸦万点，流水绕孤村。 | Traduction libre Les nuages effleurent les montagnes, le ciel rejoint l'herbe flétrie, le son du cor s'éteint à la porte de la ville. Arrêtons l'aviron et ensemble levons la coupe de l'adieu. Que de souvenirs anciens de Penglai, en vain je me retourne, la brume s'étend sans fin. Au-delà du soleil couchant, mille corbeaux glacés, le ruisseau autour du village solitaire. |
| 销魂当此际，香囊暗解，罗带轻分。 漫赢得青楼，薄幸名存。 此去何时见也，襟袖上空惹啼痕。 伤情处，高城望断，灯火已黄昏。                          | À cet instant d'égarement, le sachet parfumé se dénoue, la ceinture de soie se défait. Au quartier des plaisirs, réputation d'ingrat. Quand nous reverrons-nous ? Sur mes manches, des traces de larmes. Dans la douleur, les hauts remparts s'estompent, les lumières vacillent dans le soir.                                                                                      |

#### Poème: "Voyage à l'auberge de Chenzhou" (郴州旅舍)
Sur l’air : Marcher sur l’herbe.
| Chinois traditionnel 霧失樓台， 月迷津渡， 桃源望斷無尋處。 | Traduction libre La brume efface les pavillons, la lune confond les traversées Nulle trace du pays des pêchers en fleurs. |
| 可堪孤館閉春寒， 杜鵑聲里斜陽暮。                           | Comment supporter le pavillon dans ce froid printanier. Alors que le coucou chante dans le soleil déclinant ?             |
| 驛寄梅花， 魚傳尺素， 砌成此恨無重數。                      | Les fleurs de pruniers envoyées par la poste, Une missive transmise par un poisson, Éveillent des regrets sans fin.       |
| 郴江幸自繞郴山， 為誰流下瀟湘去。                           | La rivière Chen heureusement encercle la montagne Chen Pour qui coule-t-elle vers le Xiao Xiang ?                         |